# Badalona
Badalona (phát âm tiếng Catalunya: [bəðəˈlonə]) là một khu tự quản về phía đông bắc ngay lập tức của Barcelona tại Catalonia, Tây Ban Nha. Nó nằm ở tả ngạn của sông Besòs nhỏ và bên Biển Địa Trung Hải, trong vùng đô thị Barcelona.
Theo dân số, đây là thành phố lớn thứ ba ở Catalonia và thành phố lớn thứ hai mươi ba ở Tây Ban Nha. Nó trở thành một thành phố vào năm 1897.

## Lịch sử
Badalona được thành lập bởi La Mã vào thế kỷ thứ 3 trước Công nguyên, với tên Baetulo, mặc dù các khu định cư của con người trong khu vực đã tồn tại từ 3500-2500 trước Công nguyên. Người Norman đã củng cố các ngôi làng trên đồi Melasas và Boscà từ thế kỷ thứ 7 trước Công nguyên. Kế hoạch của thị trấn La Mã dựa trên sơ đồ chung của họ là cardo và decumanus, chiếm khoảng 11 ha, với một hàng tường có kích thước 413x261 m và có tháp phòng thủ lớn. Vào thế kỷ 1 trước Công nguyên, nó có khoảng 15.000 cư dân.